# Wulfstan (mort en 1023)
Pour les articles homonymes, voir Wulfstan.
Wulfstan, parfois surnommé Lupus « le Loup », est un prélat anglo-saxon mort le 28 mai 1023 qui est évêque de Londres, puis évêque de Worcester et archevêque d'York. On lui donne parfois le numéro « II » pour le distinguer d'un autre Wulfstan qui a également occupé le siège d'York.
Wulfstan est également l'un des principaux écrivains de la fin de la période anglo-saxonne, aussi bien en latin qu'en vieil anglais. Il est l'auteur de textes de nature variée, en particulier des homélies, et joue un rôle important dans la rédaction de textes de lois sous les rois Æthelred le Malavisé et Knut le Grand.

## Biographie
Les origines de Wulfstan sont obscures. Sa famille est apparemment liée à la région des Fens, et plus particulièrement à la ville de Peterborough,. Il semble avoir fait ses débuts dans les ordres en tant que moine bénédictin, peut-être à Winchester, à en juger par le déroulement de sa carrière épiscopale et sa proximité avec le mouvement de la réforme bénédictine. Bien que Guillaume de Malmesbury estime qu'il n'a jamais été moine, le Liber Eliensis et Jean de Worcester affirment le contraire,.
D'après la Chronique anglo-saxonne, Wulfstan est sacré évêque de Londres en 996, succédant à Ælfstan. Il s'agit de la première mention de son nom dans les sources. On le retrouve ensuite dans une série de neuf lettres de pénitence rédigées en latin et rassemblées par ses soins. Quatre d'entre elles sont expédiées par lui, trois en tant qu'évêque de Londres et une en tant qu'« archevêque des Anglais », tandis que les cinq autres proviennent des papes Grégoire V (996-999) et « Jean », qui pourrait être Jean XVII (mai-novembre 1003) ou Jean XVIII (1003-1009). Wulfstan signe ces lettres « Lupus episcopus », « l'évêque Loup ». Lupus est la forme latine de Wulf, la première partie de son nom anglo-saxon.
Wulfstan est élu archevêque d'York en 1002. Il est possible qu'il ait conservé un certain temps le siège de Londres après son élection, dans la mesure où son successeur Ælfhun n'est attesté qu'en 1004. Son élection à York lui permet de devenir également évêque de Worcester. Bien qu'occuper deux sièges épiscopaux en même temps soit une pratique contraire au droit canon et aux principes de la réforme bénédictine, elle est courante tout au long des Xe et XIe siècles, car la richesse du diocèse de Worcester permet de compenser la pauvreté de celui d'York. Wulfstan conserve les deux sièges jusqu'en 1016, année où il abandonne Worcester à Leofsige, mais conserve York. Son influence continue néanmoins à s'exercer à Worcester, au point que Leofsige est parfois considéré comme un simple suffragant de Wulfstan.
Wulfstan est le rédacteur original de tous les codes de lois émis en Angleterre entre 1005 et 1016, ce qui implique qu'il bénéficie d'une grande considération de la part du roi Æthelred le Malavisé. Ces textes témoignent de sa maîtrise du droit anglo-saxon laïc et religieux, ainsi que de ses connaissances étendues sur le droit carolingien du IXe siècle, ce qui explique que le roi ait fait appel à lui. Sa position de force dans le Nord de l'Angleterre en tant qu'archevêque d'York fait également de lui un allié précieux pour la monarchie anglaise, basée dans le Sud. Le successeur d'Æthelred, Knut le Grand, qui conquiert l'Angleterre en 1016, ne s'y trompe pas et continue à avoir recours aux services de Wulfstan pour l'élaboration de ses propres codes de lois.
Wulfstan meurt le 28 mai 1023 à York et son corps est inhumé à Ely. Il est déplacé à deux reprises, d'abord en 1154, puis sous le règne d'Édouard III au XIVe siècle.

## Œuvre
Wulfstan est l'auteur d'une œuvre importante en latin et en vieil anglais. Elle peut être divisée en trois catégories : les homélies, les textes de loi et les textes philosophiques. Quelques poèmes courts lui sont également attribués. Ce sont ses homélies qui ont le plus attiré l'attention des éditeurs modernes. La plus célèbre d'entre elles s'intitule Sermo Lupi ad Anglos (en), « le Sermon du Loup aux Anglais ». Wulfstan y décrit les Vikings comme un fléau divin, envoyé pour châtier les Anglais, et invite ces derniers à se repentir de leurs péchés. Plusieurs autres de ses homélies concernent la Fin des temps et l'Antéchrist, les bases de la foi chrétienne, ou encore le rôle des archevêques au sein de l'Église.
Les homélies de Wulfstan se distinguent par leur style unique, qui comprend un vocabulaire particulier et des figures de style spécifiques, notamment l'usage des répétitions et des allitérations. Elles présentent un rythme très cadencé, qui leur donne une intensité très forte, avec une succession de points culminants, au point que certains éditeurs modernes les considèrent comme des poèmes plutôt que comme de la prose. La rhétorique de Wulfstan est simple mais efficace, ce qui explique la popularité de ses homélies auprès de ses contemporains. Son style est si particulier qu'il constitue le principal moyen d'identifier ses œuvres : on connaît ainsi vingt-six sermons de Wulfstan, dont 22 en vieil anglais et 4 en latin. D'autres homélies présentant les mêmes caractéristiques stylistiques pourraient également être de sa plume, à moins qu'elles ne soient dues à des imitateurs.
Wulfstan est également à l'origine de la compilation de la Collectio canonum Wigorniensis (en), un recueil de textes carolingiens de droit canonique des IXe et Xe siècles dont il se sert pour la rédaction de ses propres textes de loi. On lui doit enfin un traité politique, rédigé vers 1008, dans lequel il expose les devoirs de chacune des classes de la société médiévale.